# 다윈 (우주선)
다윈(Darwin)은 ESA의 우주 망원경을 이용해 태양 외의 다른 항성 주위를 공전하는 지구형 행성을 찾으며 외계 생명체의 존재 가능성을 파악하기 위해 제안된 임무였다. 이 계획은 진화생물학자 찰스 다윈의 이름을 따왔다. 로빈 로랜스 구성(Robin Laurance configuration)이라는 이름의 초기 디자인도 있었으며 여기에는 1.5미터 망원경, 빔 콤바이너 우주선, 별도 전력 및 통신 우주선이 포함되었다.
제안된 임무의 연구는 2007년 더 이상 활동 계획 없이 종료되었다.

## 같이 보기
- 디스커버리 계획
- 케플러 계획